# Biblis

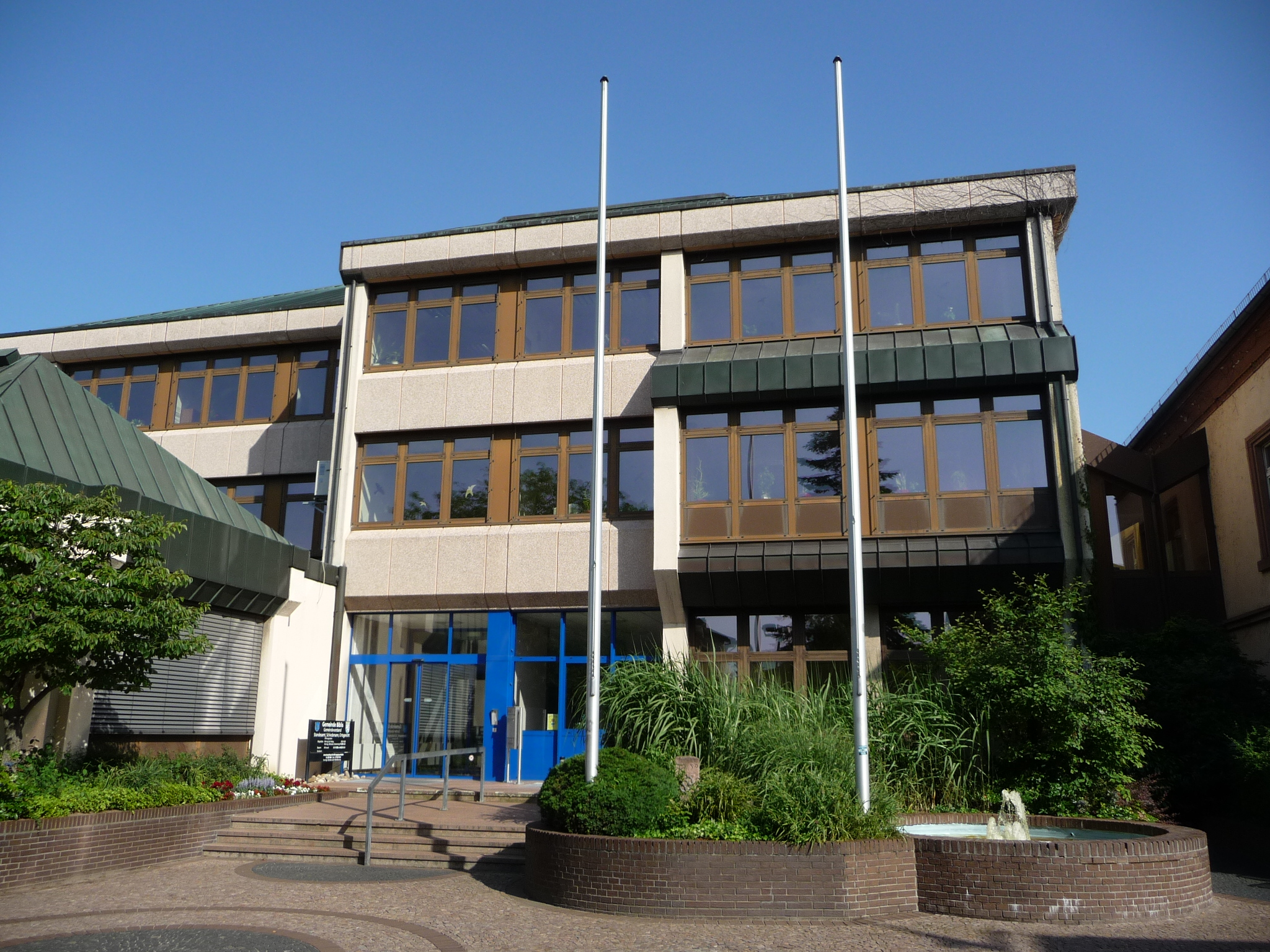
Ayuntamiento de Biblis

Biblis es un municipio de Alemania situado al sur del estado de Hessen. Tiene una población estimada, a fines de 2020, de 9135 habitantes.
Está ubicado en el circuito de la ruta de montaña ("Bergstraße"), a 23 km al norte de Mannheim y 50 km al sur de Fráncfort. La ciudad más próxima es Worms, de la que dista solo 8 km.
La localidad es citada por primera vez en el año 836, en el Codex de Lorsch del monasterio de Lorsch. 
Biblis tenía una planta de energía nuclear situada a orillas del río Rin, con dos bloques de reactores de agua presurizada: Biblis A y Biblis B. Entre ambos, tenían una potencia de salida de 2500 megavatios. El primer bloque se abrió en 1974 y el segundo, en 1976. La planta dejó de funcionar en 2011. En el momento de su apertura fue la mayor planta de energía nuclear del mundo y constituyó un hito en la generación de energía eléctrica. 
El municipio también tiene una emisora de onda corta del servicio de difusión exterior de los Estados Unidos (Radio Europa Libre). 
El escudo de armas de Biblis le fue otorgado en 1950 y muestra un arado y un lirio de agua (rosa de mar). El arado fue el símbolo de la población en el siglo XVI.
Cada año el cuarto día de junio la Gurkenkönigin («Reina del pepino») inaugura el "Gurkenfest" («Festival del pepino») para la diversión tanto de la población local como de sus visitantes.